# Права ЛГБТ в Судане

Судан на карте мира

Как мужская, так и женская гомосексуальность в Судане табуизируется в обществе. Судан является одной из 63 стран мира, в которых однополые отношения являются уголовным преступлением. В связи с нелегальным положением в стране отсутствует открытое ЛГБТ-движение. Существующие ЛГБТ-организации работают в подпольном режиме.

## Уголовное преследование
Статья 148 Уголовного кодекса Судана определяет содомию как «введение пениса или его эквивалента» в анус мужчины или женщины. Мужчина, уличённый в активной или пассивной содомии, приговаривается к ста ударам плетью, а также к лишению свободы сроком, равным пяти лет. В случае повторного осуждения наказание повторяется, а в случае третьего осуждения за содомию обвиняемый приговаривается к смертной казни или пожизненному тюремному заключению.
Статья 151 УК предусматривает наказание в виде не более 40 ударов плетью, штрафа или тюремного заключения на срок до одного года за «грубую непристойность» или любой сексуальный акт, за исключением содомии и внебрачной половой связи (зины).
Преступным является также ношение мужчинами женской одежды. Согласно сообщениям, однажды суданские судьи приговорили 19 молодых людей к наказанию в виде 30 ударов плетью каждого и штрафу по 400 долларов за это правонарушение.